# Operação Weitsprung

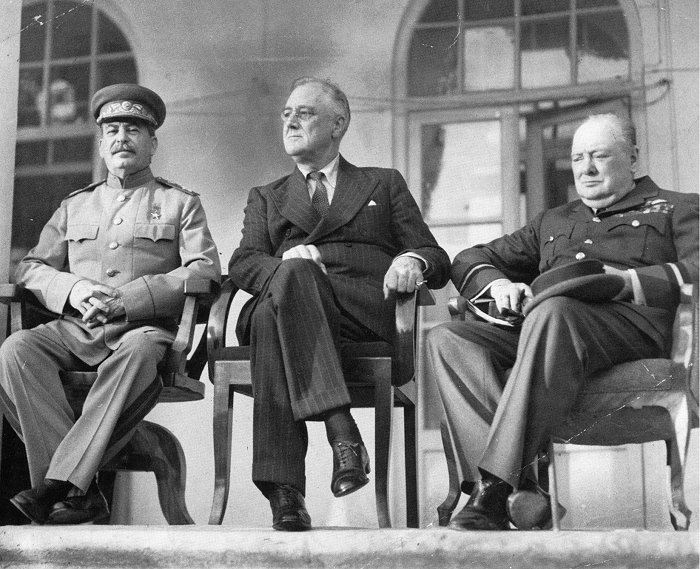
Os alvos da Operação Long Jump reunidos em Teerã (esq. p/ dir): Stalin, Roosevelt e Churchill.

Operação Weitsprung foi o nome de código de um complô nazista fracassado ocorrido durante a Segunda Guerra Mundial, uma tentativa abortada de captura ou assassinato dos 'Três Grandes' Franklin Roosevelt, Winston Churchill e Josef Stalin, durante a Conferência de Teerã, em novembro de 1943. O assassinato conjunto foi autorizado por Adolf Hitler e dirigido e planejado por Ernst Kaltenbrunner, o chefe da RSHA, órgão que comandava as polícias nazistas, a Gestapo, o SD e a SS.
O plano foi aprovado depois que a espionagem alemã quebrou o código secreto de comunicação da Marinha dos Estados Unidos durante o mês de outubro de 1943 e descobriu que os três líderes planejavam um encontro entre eles na capital do Irã, em novembro, para fazer o planejamento final da guerra.
O Obersturmbannführer-SS Otto Skorzeny – famoso mundialmente um mês antes por resgatar Benito Mussolini da fortaleza-prisão onde havia sido colocado pelos italianos após sua deposição e levá-lo à Alemanha – foi escolhido por Kaltenbrunner para comandar a ação, que também teve a participação do espião alemão Elyesa Bazna (conhecido pelo codinome Cícero), que transmitiu de Ancara, na Turquia, onde atuava, a Berlim, o local e a data do encontro dos três líderes Aliados.
Entrementes, a espionagem soviética logo tomou conhecimento do plano alemão, através de agentes infiltrados. As primeiras pistas vieram do agente e integrante da resistência ucraniana Nikolai Kuznetsov, que passando-se por um oficial da Wehrmacht na Ucrânia ocupada pelos nazistas, fez amizade com um oficial da SS, descrito como falador e bebedor, que lhe deu alguns detalhes sobre o plano quando encontrava-se bêbado.

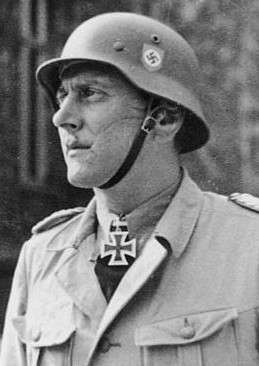
Otto Skorzeny

Em Teerã, um espião soviético de 19 anos, Gevork Andreevich Vartanian, que desde os 16 trabalhava para a inteligência soviética, havia recrutado uma pequena equipe de agentes no Irã (então Pérsia), onde seu pai, também espião, tinha a fachada de ser um rico mercador. O grupo de Vatanian localizou o comando avançado de radio-operadores infiltrados por Skorzeny, que havia sido lançado de paraquedas sobre a cidade de Qom, a 60 km da capital, e os seguiu até Teerã, onde o comandos nazistas instalaram-se numa villa providenciada pela rede de espionagem alemã local.
O grupo interceptou e gravou as comunicações feitas entre os radio-operadores e Berlim e após a decodificação das mensagens, ficaram sabendo que uma segunda equipe deveria ser lançada de paraquedas, desta vez comandada pelo próprio Skorzeny, para levar à cabo o atentado. Skorzeny inclusive já havia visitado Teerã incógnito, numa missão de reconhecimento, mas havia sido identificado e seguido pela equipe de Vartanian. Com isso, todas as comunicações alemãs foram interceptadas pelos serviços de inteligência britânico e soviético.
Neste meio tempo entretanto, um dos agentes alemães enviou uma mensagem cifrada a Berlim, avisando que acreditava estar o grupo sob a vigilância dos serviços secretos inimigos e a missão acabou sendo abortada. Skorzeny considerou que a primeira parte da operação que estava sendo feita em Teerã não era adequada e que a surpresa havia sido perdida, não acreditando mais que o complexo plano pudesse funcionar.
Por seu trabalho em impedir a realização da Operação Long Jump e posteriormente por serviços prestados durante a Guerra Fria, Gevork Vartanian foi condecorado com a Estrela Dourada e o título de Herói da União Soviética.